# 大野伸一
大野 伸一（おおの しんいち、1951年 - ）は、日本の医学者。専門は解剖学。医学博士、山梨大学名誉教授。日本顕微鏡学会第56代会長。

## 経歴
- 1976年 信州大学医学部医学科 卒業[2]
- 1979年 信州大学医学部解剖学教室 講師
- 1981年 同助教授、アメリカ国立衛生研究所 研究員[2]
- 1992年 山梨医科大学医学部 教授
- 2002年 山梨大学医学部 教授
- 2007年 同大学院医学工学総合研究部 教授[2]
- 2015年 退官[2]、山梨大学名誉教授[1]

## 学術賞
- 1983年 松医会賞
- 1990年 ベストレクチャー賞
- 1992年 ベストレクチャー賞
- 2005年 AHC優秀論文賞
- 2007年 日本顕微鏡学会（瀬藤賞）[3]
- 2008年 日本臨床分子形態学会（安澄記念賞）[1]
- 2015年 日本組織細胞化学会学（高松賞）[1]

## 脚註
1. 1 2 3 4  解剖学講座分子組織学教室大野伸一名誉教授が、2015年度日本組織細胞化学会学会賞（高松賞）を受賞
2. 1 2 3 4 5  SI NEWS インタビュー
3. ↑  松医会会員ページ